# 山浦上杉家
山浦上杉家（やまうらうえすぎけ）は、室町時代の越後国に在った上杉氏の諸家のひとつ。名義の上では四条上杉家の分家であるが、血筋としては山内上杉家の庶流である。のち、村上氏（源氏）、藤原氏より養子が入った。

## 概要
越後笹岡城を拠点とする。山内上杉憲方の子であった憲重が初代である。憲重は当初、兄の房方とともに四条上杉家の猶子となり、後に越後の白川荘山浦（現在の新潟県阿賀野市）に入って山浦を名乗った。その跡を、房方の子である頼方が継いだ。頼方は長尾邦景と争って敗退した（越後応永の大乱）。
やがて継嗣無く断絶したが、信濃から敗走してきた清和源氏村上氏の国清（女系ではあるが上杉重房の15代後裔）が、上杉輝虎によって山浦上杉家の相続を許されて山浦国清と名乗った（のちに謙信の後継者景勝の偏諱を受け、景国と改名）。定勝の時代になると藤原北家末流の四辻家から養子をとって、米沢藩に仕えた。

## 歴代当主
- 山浦憲重
- 山浦頼方
- 山浦頼藤
- 山浦景国
- 山浦高国?
- 山浦光則
- 山浦能範